# Белопесоцкий (платформа)
Белопесо́цкий — остановочный пункт Павелецкого направления Московской железной дороги в городе Ступино Московской области.
Открыта в 1932 году. Расположена в Белопесоцком районе города Ступино.
Название платформы происходит от находящегося поблизости села Белопесоцкий. Состоит из двух боковых высоких платформ, соединённых настилом через пути. Имеется одна билетная касса. Турникетами не оборудована. Время движения от Москвы — 1 час 43 минуты — 2 часа 2 минуты.
С платформы можно пересесть на автобусы направлением на Суково, Кременье, Озёры и Ступино.